# Hampsonodes confisa
Hampsonodes confisa är en fjärilsart som beskrevs av William Schaus 1911. Hampsonodes confisa ingår i släktet Hampsonodes och familjen nattflyn. Inga underarter finns listade i Catalogue of Life.